# Bernardo Miguel Bastres Florence
Bernardo Miguel Bastres Florence (21 de fevereiro de 1955) foi designado bispo da Diocese de Punta Arenas, Chile, em 4 de março de 2006, com ordenação em 26 de abril de 2006.
O Papa Francisco aceitou sua renúncia em 22 de dezembro de 2021.